# Creepshow
Creepshow (titulada Creepshow: El festín del terror en Argentina y Cuentos macabros en México) es una  película de terror estadounidense de 1982, dirigida por George A. Romero y escrita por Stephen King. Fue protagonizada por Ted Danson, Leslie Nielsen, Stephen King, Hal Holbrook, E.G. Marshall, Gaylen Ross, Viveca Lindfors, Adrienne Barbeau y Ed Harris. Los efectos especiales estuvieron a cargo de Tom Savini.
La cinta está formada por cinco cortometrajes de terror: "Father's Day", "The Lonesome Death of Jordy Verrill", "Something to Tide You Over", "The Crate" y "They're Creeping Up On You!". Dos de estas historias, "The Crate" y "The Lonesome Death of Jordy Verrill" (originalmente titulada "Weeds"), fueron adaptadas de dos cuentos de Stephen King. Las transiciones entre los cortometrajes son unidas mediante secuencias animadas. La película contiene una historia central que muestra a un niño que es castigado por su padre por leer cómics de terror. La película rinde homenaje a los cómics de los años 50 de EC Comics como Cuentos de la cripta, The Vault of Horror y The Haunt of Fear.

## Argumento

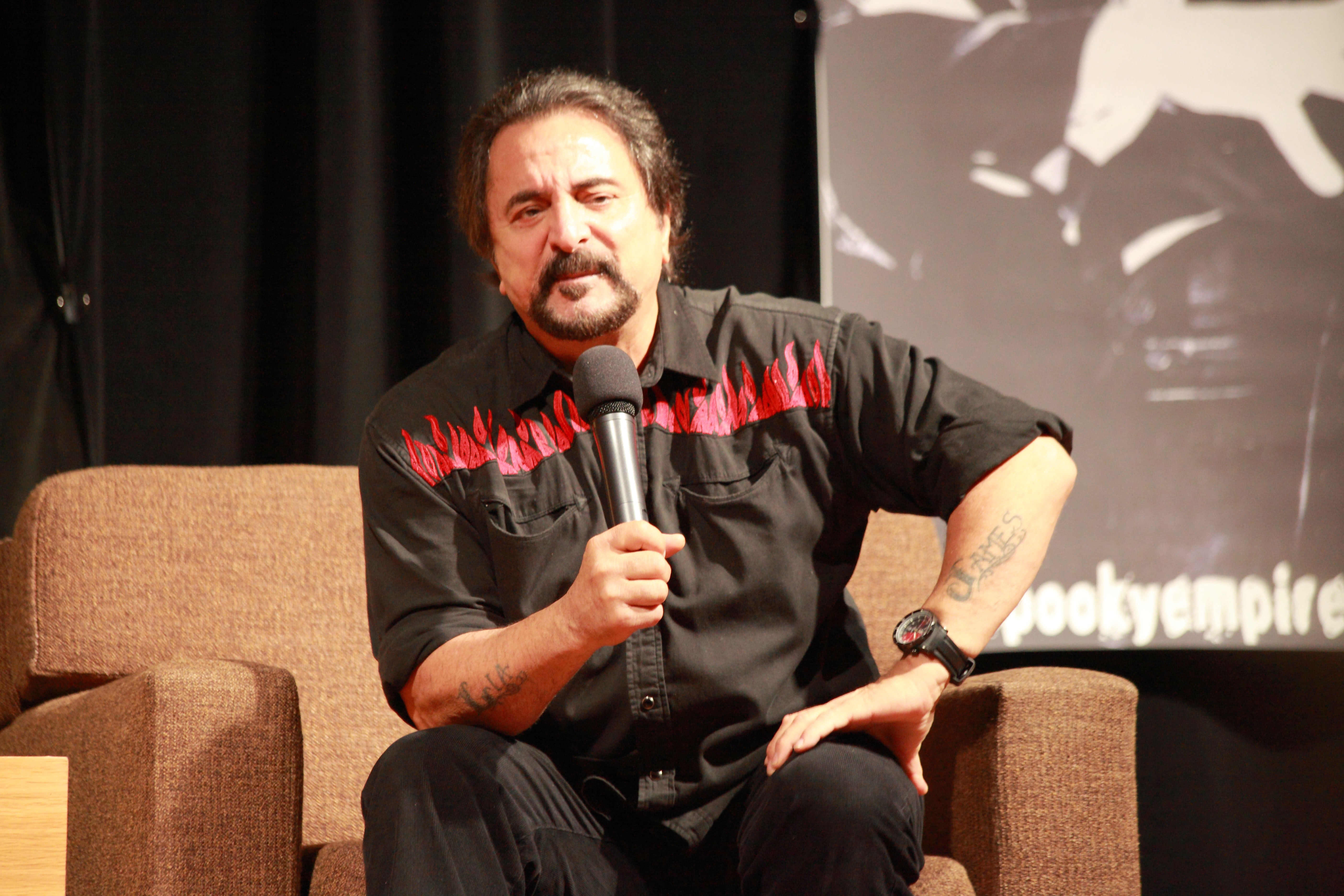
El actor, director, doble y artista de efectos especiales y maquillaje Tom Savini

Un niño llamado Billy (Joe King) es castigado por su padre, Stan (Tom Atkins), por leer un cómic de terror titulado Creepshow. Su padre tira el cómic a la basura y amenaza con golpearlo si vuelve a leer ese tipo de historias. Mientras Billy está en su habitación maldiciendo a su padre, una figura fantasmal similar al Creep del cómic aparece fuera de la ventana, haciéndole señas para que se acerque. Las historias que se muestran en la película coinciden con las que contenía el cómic que fue arrojado a la basura.
- Father's Day (Día del padre): Hace diez años, un millonario llamado Nathan Grantham (Jon Lormer) fue asesinado en el día del padre por su hija Bedelia (Viveca Lindfors), quien lo golpeó con un cenicero de cerámica. El asesinato fue una venganza luego que Grantham matase a la pareja de Bedelia y fingiera que fue un accidente de caza. Cada año, Bedelia visita la casa de su fallecido padre, donde cena con sus familiares. Sin embargo, la historia muestra cómo en el presente, el cadáver de Grantham cobra vida y se venga de su hija asesinándola junto a los parientes que están en el lugar para obtener el pastel del día del padre que nunca recibió.

- The Lonesome Death of Jordy Verrill (La solitaria muerte de Jordy Verrill): Un campesino de escasa inteligencia llamado Jordy Verrill (Stephen King) ve cómo un meteorito cae en su granja. Verrill decide vender el meteorito para pagar su hipoteca, pero al intentar enfriarlo con agua se parte por la mitad. Al tocar la superficie del meteorito, el cuerpo del campesino comienza lentamente a cubrirse de plantas, al igual que su granja. Al no resistir la comezón, Verrill se mete a una tina con agua, lo que acelera el proceso de crecimiento de las plantas. Sin saber qué hacer, el campesino termina disparándose en la cabeza con una escopeta.

- Something to Tide You Over (La marea): Richard Vickers (Leslie Nielsen) descubre que su esposa Becky (Gaylen Ross) le es infiel con otro hombre, llamado Harry Wentworth (Ted Danson). Richard le advierte que ha enterrado a Becky hasta el cuello en la playa para que se ahogue al subir la marea y si no lo acompaña la dejará morir; sin embargo, al llegar, también lo entierra y lo abandona para que muera de la misma forma, instalando además cámaras de circuito cerrado para verlos ahogarse desde su casa. Sin embargo, los fantasmas de su difunta esposa y su amante lo castigan de la misma manera, enterrándolo hasta el cuello. En la escena final se puede ver a Richard riendo histéricamente y gritando: "Puedo aguantar la respiración durante mucho tiempo".

- The Crate (La caja): Un conserje llamado Mike (Don Keefer) encuentra una caja en el sótano de la universidad donde trabaja. Sin saber qué hacer, el conserje contacta con el profesor Dexter Stanley (Fritz Weaver) para que lo ayude a abrirla. Al abrir la caja, ambos descubren que contiene una criatura letal, que asesina al conserje y a un estudiante. Desesperado, Stanley visita a su amigo Henry Northrup (Hal Holbrook). Tras escuchar la historia, Northrup ve a la criatura como una oportunidad de deshacerse de su desagradable esposa Wilma (Adrienne Barbeau). Tras engañar a su esposa para que vaya a la universidad, Northrup logra que la criatura la ataque y asesine, arrojando posteriormente la caja con la criatura al mar. La última escena muestra cómo la criatura se libera de la caja tras ser arrojada al mar.

- They're Creeping Up on You! (La invasión de las cucarachas): Upson Pratt (E.G. Marshall) es un cruel hombre de negocios cuya misofobia lo ha obligado a vivir en un apartamento herméticamente sellado. Pratt recibe la llamada telefónica de la esposa de uno de sus empleados, que se suicidó debido a los malos tratos del hombre de negocios. Él no le da importancia, e incluso se burla del empleado fallecido, por lo que la mujer lo maldice y le desea la muerte. Posteriormente se produce un apagón y el apartamento de Pratt se llena de cucarachas. Desesperado, Pratt se encierra en una habitación, la cual también estaba llena de insectos. Sin poder escapar, el hombre es asesinado por las cucarachas.

Luego de las historias, la trama sigue con el niño castigado por su padre. La película termina con el padre del niño sufriendo dolores debido a un muñeco vudú ordenado por el niño mediante la revista.

## Reparto
| Prólogo y epílogo - Joe King como Billy. - Iva Jean Saraceni como la Madre de Billy. - Tom Atkins como Stan. - Marty Schiff como el Basurero #1. - Tom Savini como el Basurero #2. Father's Day - Jon Lormer como Nathan Grantham. - Viveca Lindfors como Bedelia Grantham. - Elizabeth Regan como Cass Blaine. - Warner Shook como Richard Grantham. - Ed Harris como Hank Blaine. - Carrie Nye como Sylvia Grantham. - Peter Messer como Yarbro. - John Amplas como el Zombi de Nathan. - Nann Mogg como la Sra. Danvers The Lonesome Death of Jordy Verrill. - Stephen King como Jordy Verrill. - Bingo O'Malley como el Padre de Jordy. - John Colicos como Doctor. | Something to Tide You Over - Leslie Nielsen como Richard Vickers. - Gaylen Ross como Becky Vickers. - Ted Danson como Harry Wentworth. The Crate - Hal Holbrook como Henry Northup. - Adrienne Barbeau como Wilma "Billie" Northup. - Fritz Weaver como Dexter Stanley. - Don Keefer como Mike, el conserje. - Robert Harper como Charlie Gereson. - Chuck Aber como Richard Raymond. - Christine Forrest como Tabitha Raymond. - Cletus Anderson como Anfitrión. - Katie Karlovitz como Sirvienta. - Charles Van Eman como Camarero. They're Creeping Up on You - E. G. Marshall como Upson Pratt. - David Early como George White. - Ann Muffly como la Voz de Lenora Castonmeyer. - Mark Tierno como la Voz de Carl Reynolds |

## Estreno

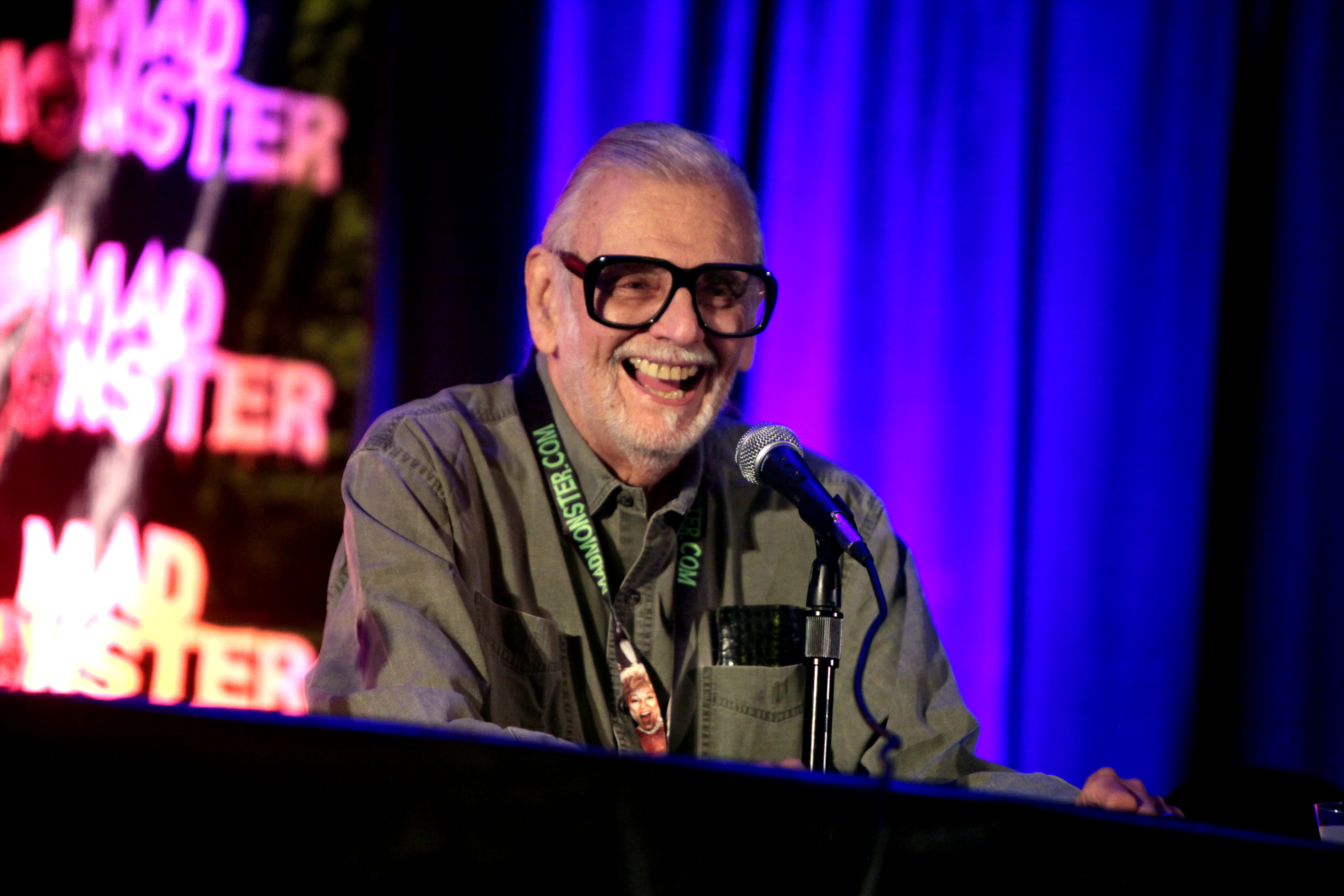
El director de cine George A. Romero

La película fue estrenada el 12 de noviembre de 1982 en Estados Unidos. Durante su primer fin de semana recaudó más de 5,8 millones de dólares en ese país, alcanzando el primer puesto de la taquilla. Creepshow logró una recaudación total de $21.028.755 en Estados Unidos. Su título fue traducido como Creepshow: El festín del terror en Argentina y Cuentos macabros en México.

### Recepción
Creepshow obtuvo comentarios diversos por parte de la crítica cinematográfica. La película tiene un 67% de comentarios positivos en el sitio web Rotten Tomatoes, basado en un total de 27 reseñas. Roger Ebert le dio a la película tres de cuatro estrellas, y sostuvo que "Romero y King han realizado esta película con humor y afecto, incluso con una apreciación a lo macabro". En su reseña para The New York Times, Vincent Canby escribió: "lo mejor de Creepshow es su cuidadosamente simulada adhesividad de historieta y el entusiasmo con el que algunos buenos actores asumen posiciones ridículas".
En spinof.com Sergio Benítez la califica como "'una producción que siempre estará completamente atada a su tiempo y que, no obstante, sigue mostrándose igual de simpática hoy, treinta años después de su estreno, a como lo hizo a finales de 1982. Y eso es decir bastante de un filme de estas características."
En IMDb tiene una valoración de 6,9 sobre 10, con 40.135 calificaciones. En FilmAffinity obtiene una puntuación de 6,2 sobre 10 basándose en 6.722 calificaciones.

## Adaptaciones

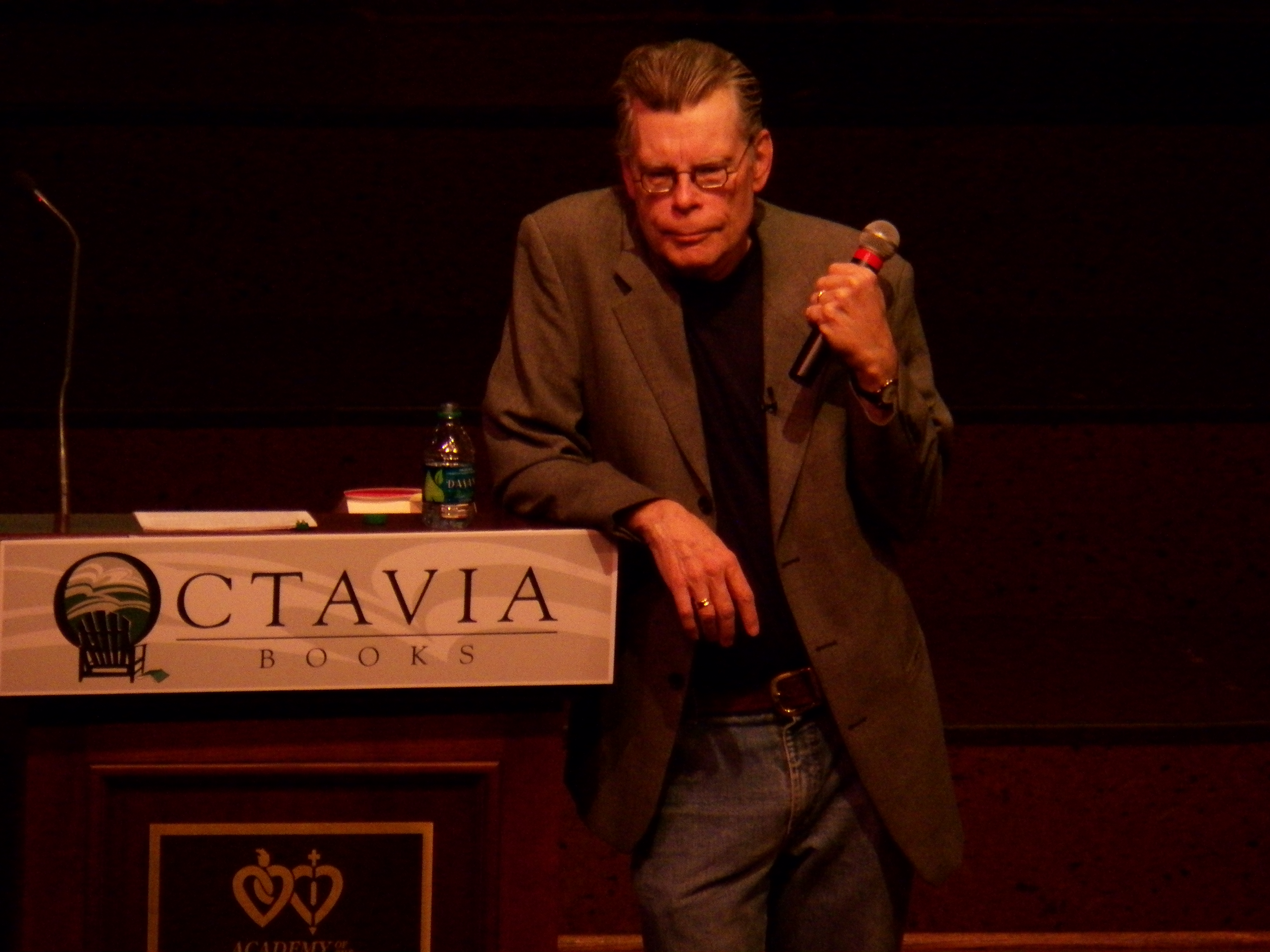
El escritor Stephen King

La película fue adaptada a un cómic ilustrado por Bernie Wrightson.
El moderado éxito de Creepshow generó interés en la creación de una serie de televisión. Laurel Productions creó la serie Tales from the Darkside, conocida en España como Cuentos desde la Oscuridad. Esta serie duró cuatro años (1983–87) antes de ser reemplazada por una casi idéntica titulada Monsters, que duró tres años (1988–91).
Una segunda serie de televisión, titulada Creepshow, fue estrenada a través de la plataforma de streaming Shudder en septiembre de 2019. La primera temporada contó con seis episodios, narrando un total de doce historias.

## Secuelas
Una secuela, titulada Creepshow 2, se estrenó en 1987. Dirigida por Michael Gornick, cuenta con guion de George A. Romero y Stephen King. La cinta contó con tres historias: "Old Chief Wood'nhead", "The Raft" y "The Hitchhiker".
En 2006 fue estrenada Creepshow 3, dirigida por Ana Clavell y James Duddelson. Ni Romero ni King tuvieron algo que ver con ella. La película cuenta con cinco historias: "Alice", "The Radio", "Call Girl", "The Professor's Wife" y "Haunted Dog".